# Christian Daniel Anderson

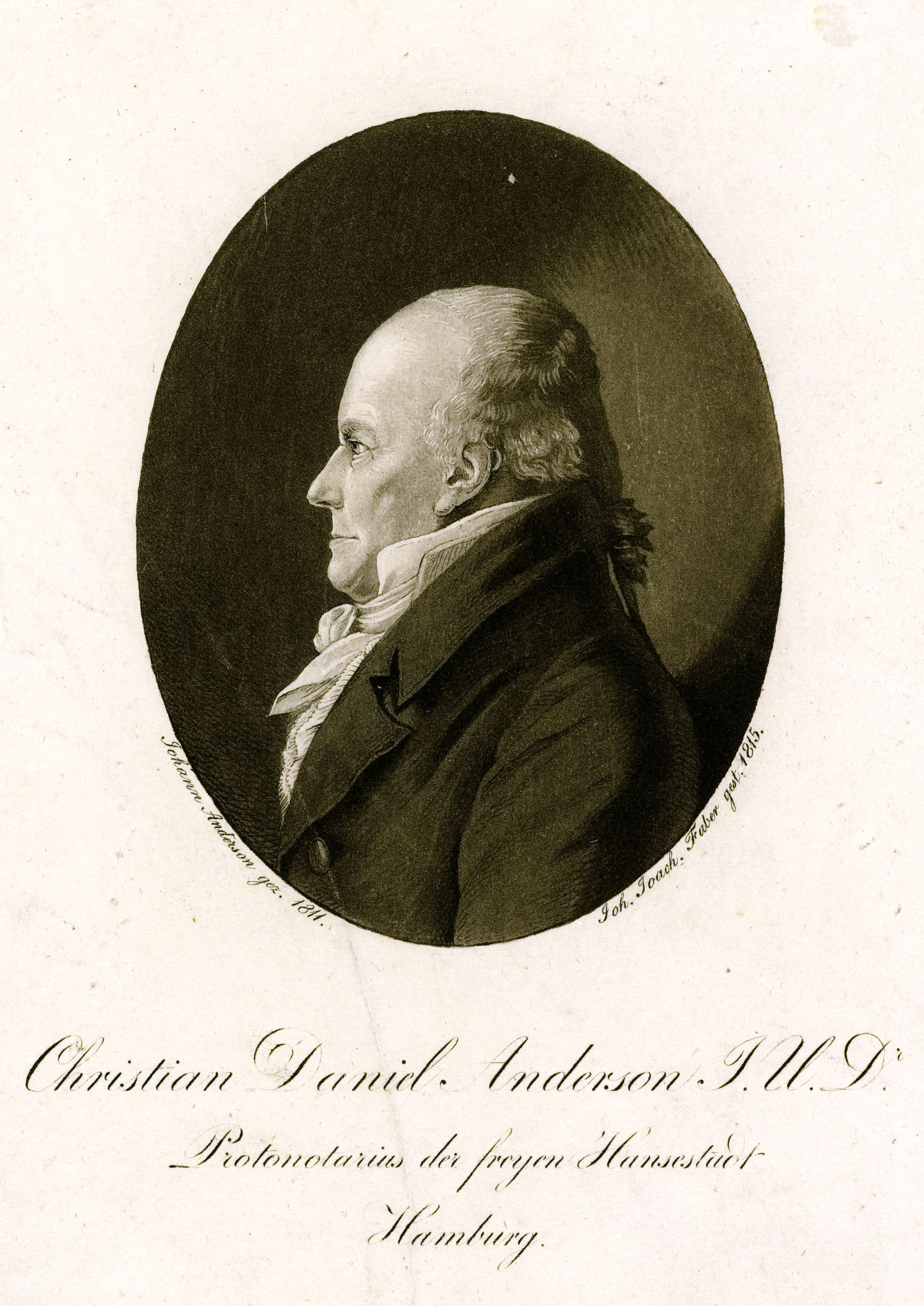
Christian Daniel Anderson, Radierung von Johann Ludolph Anderson (1811)

Christian Daniel Anderson (* 26. April 1753 in Hamburg; † 29. März 1826 ebenda) war ein deutscher Jurist und Historiker.

## Leben
Christian Daniel Anderson war Sohn des Hamburger Bürgermeisters Johann Anderson junior (1717–1790) und Enkel des Bürgermeisters Johann Anderson. 
Er studierte Rechtswissenschaften in Leipzig und Göttingen. In Göttingen wurde er 1778 zum Dr. jur. promoviert, danach ließ er sich in Hamburg als Anwalt nieder. Er erhielt 1789 die Stelle des Ratssekretärs und war für die Führung der Stadt-, Erbe- und Renten-Bücher der Hansestadt zuständig. 1809 wurde er erster Ratssekretär (Protonotar). Diese Stelle übte er bis zu seinem Tod aus. Die Bedeutung Andersons liegt in seiner Arbeit als Rechtshistoriker.
Er gab zunächst das Hamburger Zivilrecht auf der Grundlage des Hamburger Stadtrechts von 1605 heraus. Dann gab er zwei Sammlungen Hamburgischer Verordnungen heraus. Die erste mit den Verordnungen bis zur Eingliederung Hamburgs in das französische Kaiserreich in der Hamburger Franzosenzeit. Sie schließt mit dem Abdruck der Hamburgischen Burspraken im 8. Band. Die zweite beginnt 1814 mit der Befreiung Hamburgs und wurde von ihm bis in sein Todesjahr 1826 geführt; Johann Martin Lappenberg setzte diese Arbeit fort.